# Eduardo Wilde

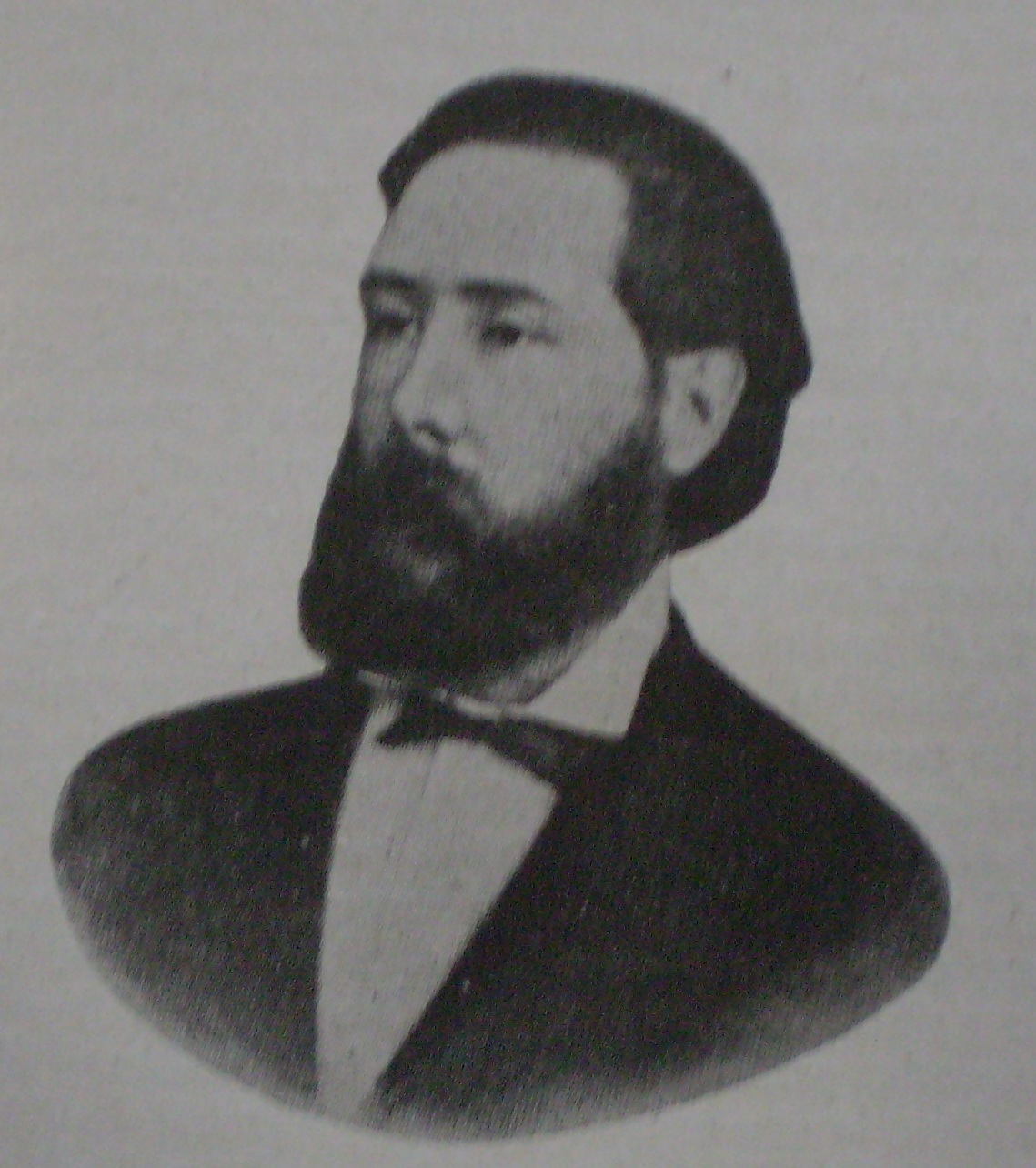
Eduardo Wilde

Eduardo Wilde (* 15. Juni 1844 in Tupiza, Departamento Potosí; † 5. September 1913 in Brüssel) war ein argentinischer Arzt, Diplomat, Politiker und Schriftsteller.

## Leben
Wilde stammte väterlicherseits von englischen Einwanderern ab. Er war der Sohn des Arztes Diego Wilde und dessen Ehefrau, einer Criolla aus der Provinz Tucumán. Seine Eltern waren während der Diktatur von Juan Manuel de Rosas ins Exil nach Bolivien geflüchtet, wo er dann 1844 geboren wurde.
Nach der Rückkehr besuchte Wilde in Concepción del Uruguay (Provinz Entre Ríos) das Colegio Nacional (gegründet 1849 von Justo José de Urquiza). Im Anschluss daran studierte er Medizin an der Universidad de Buenos Aires (UBA) und konnte dieses Studium 1870 sehr erfolgreich mit seiner Dissertation „El hipo“ (Der Schluckauf) abschließen.
Bereits während seines Studiums hatte sich Wilde durch Hilfe anlässlich einer Cholera-Epidemie hervorgetan und auch für seine Selbstlosigkeit bei der Bekämpfung der Gelbfieber-Epidemie 1871 wurde er viel gelobt. 1872 nahm er einen Ruf als Medizin-Professor an die UBA an. Politisch interessiert und engagiert, wählte man ihn als Abgeordneten in den argentinischen Kongress. 1882 berief ihn Präsident Julio Argentino Roca als Minister für Bildung und Justiz. Dieses Amt legte er 1886 nieder und fungierte bis 1889 als Innenminister.
In diesem Jahr wechselte Wilde in den diplomatischen Dienst. Er repräsentierte sein Land erst in den USA, später dann am spanischen Hof in Madrid. Von dort ging er im selben Amt an den niederländischen Hof und von dort nach Brüssel. Dort verstarb er im Alter von 69 Jahren und fand seine letzte Ruhestätte auf dem Friedhof La Recoleta (Buenos Aires).
Wilde veröffentlichte im Jahr 1881 seine berühmte Erzählung „Tini“, in der die Geschichte des plötzlichen Todes eines Kindes an Diphtherie während einer Epidemie in Buenos Aires erzählt wird.

## Werke (Auswahl)
Sachbücher
- El hipo. 1870.

Belletristik
- Prometeo & Cía.  1899.
- Tiempo perdido.  1931 (2 Bde.)

Werkausgaben
- Obras completas. Buenos Aires 1917/39 (19 Bde.).
- Obras completas. Buenos Aires 1923 (15 Bde.).